# Exponenciális függvények értékeinek kiszámítása
Ez a cikk az {\displaystyle e^{x}} exponenciális függvény értékeinek numerikus kiszámításával foglalkozik.

## Algoritmus
Az exponenciális, {\displaystyle e^{x}} , függvény Maclaurin-sora
{\displaystyle e^{x}} = 1 + x + {\displaystyle {\frac {x^{2}}{2!}}} + {\displaystyle {\frac {x^{3}}{3!}}} + ... + {\displaystyle {\frac {x^{n}}{n!}}} + ...
A sor konvergens a teljes valós számhalmazon. A maradéktag
{\displaystyle R_{n}(x)} = {\displaystyle {\frac {e^{\Theta x}}{(n+1)!}}}{\displaystyle x^{n+1}}         (0 < θ < 1),
ahol a számláló kitevőjében a nagy theta jelölés szerepel. A maradéktag meredeken nő az x abszolút értékével, ezért lehetőleg kis értékek szerint kell a sorfejtést végezni. Ez elérhető a kitevő felbontásával egész- és törtrészre. Valóban, tetszőleges x érték felírható
x = [x] + q,
alakban, ahol [x] az x egészrésze és 0 ≤ q < 1 a törtrész, például: {\displaystyle 4{,}7=4+0{,}7}, {\displaystyle -2{,}45=-3+0{,}55}. Tehát
{\displaystyle e^{x}=e^{[x]}\cdot e^{q}}.
Az első tényező egész kitevős hatvány, így értékét iterált szorzással kapjuk meg:
{\displaystyle e^{[x]}=e\cdot \ldots \cdot e},       ha {\displaystyle x\geq 0} ,
illetve
{\displaystyle e^{x}={\frac {1}{e}}{\frac {1}{e}}...{\frac {1}{e}}},     ha {\displaystyle x<0},
ahol {\displaystyle e=2{,}718281828459045\pm 5\cdot 10^{-16}} az Euler-féle szám.
A sorfejtést tehát csak a második tényezőre kell kiszámolni:
{\displaystyle e^{q}=\sum _{n=1}^{\infty }{\frac {g^{n}}{n!}}}
Mivel q < 1, a fenti sorozat a fentieknek megfelelően gyorsan konvergál, és a maradéktag
{\displaystyle 0\leq R_{n}(g)<{\frac {3}{(n+1)!}}q^{n+1}}
Az tagok rekurrenciás kapcsolata:
{\displaystyle T_{0}=u_{0}=1} , {\displaystyle u_{n+1}=u_{n}\cdot {\frac {x}{n+1}}} .

## Pszeudokód
Az exponenciális függvényt számító algoritmus: 
```
function
 
TaylorExp
(
 
in
:
 
x
,
 
ε
 
out
:
 
T
 
)

u
 
←
 
1

n
 
←
 
0

T
 
←
 
1

repeat

u
 
←
 
u
*(
x
/
n
+
1
)

T
 
←
 
T
 
+
 
u

n
 
←
 
n
 
+
 
1

until
 
|
u
|
 
<
 
ε

return
 
T

end
 
function

```

## Példa
Alkalmazásként határozzuk meg {\displaystyle {\sqrt {e}}}-t {\displaystyle 10^{-7}} hibán belül. Ez esetben x = 1/2 tehát a rekurrenciás képlet:
{\displaystyle u_{0}=0} , {\displaystyle u_{n+1}=u_{n}{\frac {1}{2(n+1)}}} ,     k=(1, 2, . . .)
|   | un                | Tn            |
| - | ----------------- | ------------- |
| 0 | 1                 | 1             |
| 1 | 0.5               | 1.5           |
| 2 | 0.125             | 1.625         |
| 3 | 0.0208333333333   | 1.64583333333 |
| 4 | 0.00260416666667  | 1.6484375     |
| 5 | 0.000260416666667 | 1.64849791667 |
| 6 | 2.17013888889e-05 | 1.64871961806 |
| 7 | 1.55009920635e-06 | 1.64872116815 |
| 8 | 9.68812003968e-08 | 1.65872126504 |

A pontos érték 1.6487212707...